# Microrregión de Florianópolis
La microrregión de Florianópolis era una microrregión del estado brasileño de Santa Catarina, perteneciente a la mesorregión Gran Florianópolis. Su población fue recensada en 2010 por el IBGE en 878.852 habitantes y estaba dividida en nueve municipios. Poseía un área total de 2.488,592 km².
En 2017, el IBGE disolvió las mesorregiones y microrregiones, creando un nuevo marco regional brasileño, con nuevas divisiones geográficas denominadas, respectivamente, regiones geográficas intermedias e inmediatas.

## Municipios
- Antônio Carlos
- Biguaçu
- Florianópolis
- Governador Celso Ramos
- Palhoça
- Paulo Lopes
- Santo Amaro da Imperatriz
- São José
- São Pedro de Alcântara